# .hr
.hr es el dominio de nivel superior geográfico (ccTLD) para Croacia.
Proviene del nombre local del país, Hrvatska.